# NGC 979
NGC 979 é uma galáxia lenticular (SB0) localizada na direcção da constelação de Eridanus. Possui uma declinação de -44° 31' 27" e uma ascensão recta de 2 horas, 31 minutos e 38,7 segundos.
A galáxia NGC 979 foi descoberta em 18 de Outubro de 1835 por John Herschel.